# مايكل سترن هارت
مايكل سترن هارت، مايكل إس. هارت (بالإنجليزية: Michael Stern Hart)‏ (ولد: 1947 - توفي: 2011) هو مؤلف أمريكي، اشتهر باختراع الكتاب الإلكتروني، وتأسيس مشروع غوتنبرغ الذي يعتبر أول مشروع يهدف إلى إتاحة الكتب الإلكترونية مجانا على شبكة الإنترنت. بدأ هارت مشروعه عام 1971 قبل ظهور الإنترنت بسنوات عديدة، حيث كان يقوم برقمنة ونشر هذه الكتب بنفسه في أول الأمر قبل أن ينضم إليه المتطوعون لاحقا للعمل على توسعة المشروع.

## حياته
ولد مايكل هارت لأبوين أمريكيين في الثامن من مارس 1947. كان أبوه محاسبا، وكانت أمه محللة شفرات أثناء الحرب العالمية الثانية ثم مدير لأحد المتاجر التجارية فيما بعد. انتقلت عائلته عام 1958 إلى أوربانا، إلينوي، حيث أصبح والده أستاذ جامعيا في الدراسات الشاكسبيرية، بينما صارت والدته أستاذ في تعليم الرياضيات. أما هارت فقد التحق فيما بعد بجامعة إلينوي لدراسة علوم الحاسب حيث تخرّج بعد سنتين فقط حاصلا على درجة علمية في تخصص Human-Machine Interfaces.

## مشروع غوتنبرغ
حصل هارت أثناء دراسته في جامعة إلينوي على حساب للولوج إلى أحد الحواسيب الكبيرة الموجودة في مركز بحوث المواد بالجامعة، عن طريق صديقين مقربين له ولأخيه، يعملان - ضمن فريق من أربعة أفراد - مشغّلى حاسوب كبير نوعه (Xerox Sigma V) بالمركز. في ذلك الوقت، كان عمل تلك الحواسيب ينحصر في القيام بمعالجة البيانات فقط، ثم يتبقّى وقت فراغ كبير بدون أن تفعل شيئا آخر، لذا كان يمكن لمشغّلي الحاسوب إستثمار وقت فراغه، وهكذا كان هارت في الوقت والزمان المناسبين كي يمنح حسابا لإستخدام هذا الحاسوب.
أدرك هارت أهمية وقيمة حصوله على هذا الحساب، حيث رأى أن الطريقة التقليدية لاستخدام الحاسوب آنذك ليست كافية لاستثمار وقت فراغ الحاسوب، لذا فعليه أن يجد طريقة أخرى ليكون استخدامه مساويا لثروة مقدارها مائة مليون دولار أمريكي. بعد مرور ساعة و47 دقيقة من حصوله على الحساب، أعلن هارت أن القيمة العظمى التي يمكن إنتاجها من الحواسيب هي استخدامها كوسيلة لحفظ، واسترجاع، والبحث في الكتب المحفوظة بالمكتبات، وليس معالجة البيانات.
كان هارت قد حصل على نسخة لإعلان الاستقلال الأمريكي من أحد متاجر البقالة في 4 يوليو 1971، لذا طرأت عليه فكرة كتابته على الحاسوب، وبدأ تنفيذ فكرته مساء ذلك اليوم. بالإضافة إلى ذلك، فكّر هارت أيضا أن يرسل تلك النسخة الإلكترونية المرقمنة إلى مستخدمى شبكة أربانت (التي شكّلت الإنترنت لاحقا) حيث كان حاسوبه متصّلا بها، لكنه لم يستطع إرسال هذا الملف عبر الشبكة باستخدام البريد الإلكتروني لإن ذلك سوف يتسبب في انهيارها، لذا استبدلت الفكرة بأخرى وهي إتاحة الملف للتحميل لمستخدمي تلك الشبكة.
هكذا بدأت أولى خطوات مشروع غوتنبرغ، فقد رأي هارت أن وجود نسخة إلكترونية لنص إعلان الاستقلال هو بداية الطريق لكسب ما يوازي المائة مليون دولار؛ ذلك لإن هذه النسخة سوف تنتشر على حواسيب مائة مليون مستخدم في المستقبل. شرع هارت في رقمنة ونشر كلاسيكيات الكتب من خلال مشروع غوتنبرغ، مثل الكتاب المقدس، أعمال كل من هوميروس، وليم شكسبير، مارك توين وغيرها. بحلول عام 1997، كان هارت قد نشر 313 كتاباً إلكترونياً بهذه الطريقة، ثم استطاع لاحقا الوصول إلى متطوّعين لتطوير مشروعه، وذلك من خلال نشاطه في رابطة مستخدمي الكمبيوتر بجامعة إلينوي.
استخدم هارت أبسط الوسائل لنقل وإتاحة المعرفة من صورتها الورقية إلى الإلكترونية، كما ركّز مشروعه بصفة خاصة على الكتب ذات ملكية عامة؛ أي سقطت حقوق الملكية الفكرية لمؤّلفيها في الولايات المتحدة الأمريكية سواء للكتب الكلاسيكية أو الكتب المعاصرة التي تدخل حيز الملكية العامة. لذا، رأى هارت توفير الكتب الإلكترونية بالمشروع على هيئة نص عادي (Plain Vanilla ASCII) بدون أي تنسيق، مما يوفّر ل99% من الجمهور إمكانية قراءة تلك الكتب والبحث في محتواها، باستخدام أي حاسوب مهما كان نظام تشغيله أو عتاده أو عمره.

## أنشطة أخرى
كان مايكل هارت مؤلفاّ، حيث قام بنشر مؤلفاته بصورة مجانية عبر مشروع غوتنبرغ. أما عن أنشطته المبكرة الأخرى، فقد كان هارت عضوا رئيسيا في مشروع رب راب الذي يهدف إلى تطوير آلة طباعة ثلاثية الأبعاد يمكنها طباعة معظم مكوّناتها بنفسها، كما شارك أيضا في المراحل الأولى لإنشاء موسوعة إنتربيديا في 1993، والتي كانت تهدف لبناء موسوعة إنترنت حرة.

## وفاته
توفي مايكل هارت في السادس من سبتمبر 2011 عن عمر ناهز الرابعة والستين (64) عاما.

## انظر ابضا
- تاريخ الإنترنت